# Tuenti
Tuenti는 스페인의 소셜 네트워킹 서비스 (SNS)이다. 원래 Tuenti는 2006년 소셜 네트워크 서비스로 만들어지면서 2009년부터 2012년까지 스페인에서 젊은이들 사이에 가장 대중적인 소셜 네트워크가 되었으며 15,000,000명 이상의 등록 사용자를 보유하고 있다. 이러한 까닭에 "스페인의 페이스북"으로 불린다.

## 같이 보기
- 모바일 음성 인터넷 프로토콜
- 통합 커뮤니케이션